# Discografia de GNR
Esta é a discografia de GNR, banda portuguesa de pop rock:

## Álbuns

### Álbuns de estúdio
| 1982                                         | Independança                    | — |
| 1984                                         | Defeitos Especiais              |   |
| 1985                                         | Os Homens Não Se Querem Bonitos |   |
| 1986                                         | Psicopátria                     |   |
| 1989                                         | Valsa dos Detectives            |   |
| 1992                                         | Rock in Rio Douro               | 1 |
| 1994                                         | Sob Escuta                      |   |
| 1998                                         | Mosquito                        |   |
| 2000                                         | Popless                         |   |
| 2002                                         | Do Lado dos Cisnes              |   |
| 2010                                         | Retropolitana                   | 8 |
| 2015                                         | Caixa Negra                     | 5 |
| "—" Não entrou na tabela musical deste país. |                                 |   |

### Álbuns ao vivo
| 1990                                         | In Vivo                                      |   |
| 2015                                         | Theatro, Circo & GNR - Afectivamente ao Vivo | — |
| 2017                                         | Os Primeiros 35 Anos ao Vivo                 | 3 |
| "—" Não entrou na tabela musical deste país. |                                              |   |

Notas
1. ↑   2CD+DVD

### Coletâneas
| 1996                                         | Tudo o que você queria ouvir - O Melhor dos GNR |    |
| 2002                                         | Câmara Lenta - 16 Slows do Melhor GNR - Vol.2   |    |
| 2004                                         | Dunas (1981-1985) - Colecção Caravela           | —  |
| 2006                                         | O Melhor dos GNR - ContinuAcção - Vol.3         | 5  |
| 2008                                         | GNR - Grandes Êxitos EMI Gold                   | —  |
| 2011                                         | BD Pop Rock Português - GNR                     | —  |
| 2011                                         | Voos Domésticos                                 | 1  |
| 2011                                         | GNR - Bandas Míticas Vol. 01                    | —  |
| 2011                                         | GNR - Colecção 1981-2011                        | —  |
| 2012                                         | Concentrado - O Melhor dos GNR                  | 24 |
| 2014                                         | Grandes Êxitos - GNR                            | —  |
| "—" Não entrou na tabela musical deste país. |                                                 |    |

Notas
1. 1 2   2CD
2. ↑   Caixa

### Relançamentos
| 1999                                         | Os Homens Não Se Querem Bonitos           | — |
| 2003                                         | Rock In Rio Douro + Popless               | — |
| 2007                                         | Independança                              | — |
| 2011                                         | Defeitos Especiais                        | — |
| 2013                                         | Mosquito + Popless                        | — |
| 2013                                         | Do Lado dos Cisnes + Sob Escuta           | — |
| 2014                                         | Psicopátria + Valsa dos Detectives        | — |
| 2015                                         | In Vivo + Os Homens Não Se Querem Bonitos | — |
| "—" Não entrou na tabela musical deste país. |                                           |   |

Notas
1. 1 2 3 4 5   Caixa

### Álbuns de tributo
| 2006                                         | Revistados 25-06 | — |
| "—" Não entrou na tabela musical deste país. |                  |   |

## Videografia

### Álbuns de vídeo
| 2011                                         | 30 Anos GNR - Manobras 1981-2011 | — |
| "—" Não entrou na tabela musical deste país. |                                  |   |

## Singles
| Ano  | Canção                                                                | Álbum                                           |
| ---- | --------------------------------------------------------------------- | ----------------------------------------------- |
| 1981 | Portugal na CEE / Espelho Meu                                         | Não lançado em álbum                            |
| 1981 | Sê Um GNR / Instrumental Nº1                                          | Não lançado em álbum                            |
| 1982 | Hardcore (1º Escalão) / Avarias                                       | Independança                                    |
| 1983 | Twistarte / TV Mural / General Eléctrico                              | Não lançado em álbum                            |
| 1984 | I Don´t Feel Funky (Anymore) / Pershingópolis                         | Defeitos Especiais                              |
| 1985 | Dunas / Azraël                                                        | Os Homens Não Se Querem Bonitos                 |
| 1987 | Efectivamente / Coimbra B                                             | Psicopátria                                     |
| 1987 | Ao Soldado Desconfiado / To Miss                                      | Psicopátria                                     |
| 1988 | Vídeo Maria / Homens Temporariamente Sós / USA                        | Não lançado em álbum                            |
| 1989 | Impressões Digitais                                                   | Valsa dos Detectives                            |
| 1989 | Morte ao Sol                                                          | Valsa dos Detectives                            |
| 1989 | Morte ao Sol / Valsa dos Detectives / Dama ou Tigre                   | Valsa dos Detectives                            |
| 1991 | USA (Ao vivo) / USA / Dá Fundo (Ao vivo)                              | Não lançado em álbum                            |
| 1992 | Sangue Oculto / Sangue Oculto II                                      | Rock in Rio Douro                               |
| 1992 | Ana Lee                                                               | Rock in Rio Douro                               |
| 1992 | Sub-16                                                                | Rock in Rio Douro                               |
| 1992 | Quando o Telephone Pecca / Quando o Telephone Pecca (Inst.)           | Rock in Rio Douro                               |
| 1993 | Homem Mau (Medley)                                                    | Rock in Rio Douro                               |
| 1994 | + Vale Nunca                                                          | Sob Escuta                                      |
| 1994 | Las Vagas / Costa Atlântica Inevitável                                | Sob Escuta                                      |
| 1996 | Dunas / Morte Ao Sol / Pershingópolis / + Vale Nunca (Ao vivo)        | Não lançado em álbum                            |
| 1996 | Corpos                                                                | Tudo o que você queria ouvir - O Melhor dos GNR |
| 1998 | Mosquito (A Culpa é do Mosquito) / Mosquito (Gossie "P" Remix)        | Mosquito                                        |
| 1998 | Tirana (Radio edit) / Tirana / 'Entrevista aos GNR'                   | Mosquito                                        |
| 1998 | Saliva / Saliva (Radio edit)                                          | Mosquito                                        |
| 2000 | Asas (Eléctricas)                                                     | Popless                                         |
| 2000 | Popless (Radio edit) / Popless                                        | Popless                                         |
| 2000 | Digital Gaia / Digital Gaia (Tomato Edit) / Digital Gaia (Tomato Mix) | Popless                                         |
| 2000 | Bem Vindo ao Passado                                                  | Popless                                         |
| 2002 | Vocês                                                                 | Câmara Lenta - 16 Slows do Melhor GNR - Vol.2   |
| 2002 | Sexta-Feira (Um Seu Criado)                                           | Do Lado dos Cisnes                              |
| 2003 | Morrer em Português                                                   | Do Lado dos Cisnes                              |
| 2003 | Canadádá (ft. Paulinho Moska) / Canadádá                              | Do Lado dos Cisnes                              |
| 2006 | Quero Que Vá Tudo Pró Inferno                                         | O Melhor dos GNR - ContinuAcção - Vol.3         |
| 2006 | Continuação                                                           | O Melhor dos GNR - ContinuAcção - Vol.3         |
| 2010 | Reis do Roque                                                         | Retropolitana                                   |
| 2011 | Cais                                                                  | Voos Domésticos                                 |
| 2014 | Cadeira Eléctrica                                                     | Caixa Negra                                     |
| 2015 | Caixa Negra                                                           | Caixa Negra                                     |
| 2016 | O Arranca-Coração                                                     | Não lançado em álbum                            |
| 2016 | Dançar Sós (ft. Rita Redshoes)                                        | Caixa Negra                                     |
| 2017 | Morte ao Sol (Ao vivo)                                                | Os Primeiros 35 Anos ao Vivo                    |
| 2018 | Quem?                                                                 |                                                 |

Notas
1. 1 2 3 4 5 6   Maxi single

## Outras aparições

### Colaborações
| Ano  | Álbum                                  | Canção                      | Ref.  |
| ---- | -------------------------------------- | --------------------------- | ----- |
| 1994 | Filhos da Madrugada cantam José Afonso | "Coro dos Tribunais"        | [ 3 ] |
| 1996 | A Cantar Con Xabarín III/IV            | "Corpos"                    | [ 4 ] |
| 1999 | XX Anos XX Bandas                      | "Quando Eu Morrer"          | [ 5 ] |
| 2000 | Danceteria                             | "Digital Gaia (Tomato mix)" | [ 6 ] |

Notas
1. ↑   Versão do tema de José Afonso
2. ↑   Versão do tema de Xutos & Pontapés

### Bandas sonoras
| Ano  | Canção                         | Telenovela / Série / Filme | Álbum                                         | Ref.   |
| ---- | ------------------------------ | -------------------------- | --------------------------------------------- | ------ |
| 2000 | "Asas (Eléctricas)"            | Amo-te Teresa              | Popless                                       | [ 7 ]  |
| 2001 | "Dunas"                        | Cavaleiros de Água Doce    | Os Homens Não Se Querem Bonitos               |        |
| 2002 | "Nunca Digas Adeus" "Vocês"    | Nunca Digas Adeus          | Câmara Lenta - 16 Slows do Melhor GNR - Vol.2 | [ 8 ]  |
| 2010 | "Morte ao Sol" "Sangue Oculto" | Lua Vermelha               | Valsa dos Detectives Rock in Rio Douro        | [ 9 ]  |
| 2020 | "Dunas"                        | Conta-me como Foi          | Os Homens Não Se Querem Bonitos               | [ 10 ] |

Notas
1. ↑   ft.Isabel Campelo
2. ↑   ft.Catarina Boto